# 费利克斯·普拉特
费利克斯·普拉特（德語：Felix Platte；1996年2月11日—）是一位德國足球運動員。在場上的位置是前鋒。現效力於德乙球隊帕德博恩 。他在2012年從柏達邦07體育會加盟沙爾克04，在2015年2月14日首次代表沙爾克參加德甲賽事。